# Adarrus calabricus
Adarrus calabricus är en insektsart som beskrevs av Dlabola 1961. Adarrus calabricus ingår i släktet Adarrus och familjen dvärgstritar. Inga underarter finns listade i Catalogue of Life.